# دانا بيري
دانا بيري (بالإنجليزية: Dana Perry)‏ هي منتجة أفلام ومخرجة أمريكية، ولدت في القرن العشرين.

## وصلات خارجية
- الموقع الرسمي
- دانا بيري على موقع IMDb (الإنجليزية)
- دانا بيري على موقع قاعدة بيانات الفيلم (الإنجليزية)